# 1888 no cinema

## Principais filmes estreados
- Pferd und Reiter Springen über ein Hindernis, de Ottomar Anschütz
- Accordion Player, de Louis Le Prince
- Roundhay Garden Scene, de Louis Le Prince
- Traffic Crossing Leeds Bridge, de Louis Le Prince

## Nascimentos
| Data | Nome | Profissão | Nacionalidade | Observações | Ref |
| ---- | ---- | --------- | ------------- | ----------- | --- |

## Mortes
| Data          | Nome          | Profissão | Nacionalidade | Observações | Ref |
| ------------- | ------------- | --------- | ------------- | ----------- | --- |
| 24 de Outubro | Sarah Whitley | Atriz     | Inglaterra    | n. 1816     |     |